# 翁大铭
翁大铭（1950年6月4日—2015年3月6日），臺灣政治人物、企業界人物，籍貫浙江慈溪。是原义新集团創辦人翁明昌之子。國立政治大學银行系肄業，曾任華隆集團董事長、立法委員。後因涉入洪福案（1994年洪福證券違約交割案）且負債高達新台幣48億餘元，已被台北地院宣告破產。

## 生平
- 北師附小、大華中學、師大附中畢業、國立政治大學银行系肄業。

- 1977年，家族的紡織公司併入華隆紡織消滅，隨後父亲逝世，继承嘉新畜产公司成為董事长。然而家族企業嘉新麵粉廠（嘉麵）、力霸已被王又曾取得經營權，剛合併的華隆紡織經營權也拿不到，因此發憤展開了為台灣投資圈所津津樂道的「王子復仇記」。

- 1978年，参与组建中华证券投资公司。

- 1982年，發動家族之力取得華隆紡織經營權。

- 1983年，创立集新公司。

- 1990年，台灣股市登上萬點高峰。旗下之華隆集團擁有華隆紡織、國華人壽、台灣農林、華隆微電子，並創立國華證券，市值總計高達1500億。卻於同年爆發國華人壽以每股120塊的賤價（時價為1000元以上）出售500萬股股票給當時擔任交通部部長張建邦的女兒張家宜的華隆案重創台灣股市。

- 1991年開始李蕙瑛剛入行時，翁大銘會派車到台視接送她拍戲，據悉長達8年。

- 1992年，因華隆案涉嫌違法交易股票和土地，為了力挽狂瀾，登記參選立法委員，用十幾天的時間競選，以不合常理的方式進入第2屆立法院，但他也是史上出席率最低的立法委員。[4]同時爆發厚生違約交割案。

- 1994年11月，爆發洪福證券違約交割案。

- 2001年7月，華隆紡織發生跳票。

- 2003年，華隆紡織宣告倒閉。6月26日在網路遊戲上暱稱「無憂女」的翁大銘之女翁世珍因持有K他命被捕，12月15日翁世珍再因持有搖頭丸被捕。

- 2005年5月，被指控涉嫌1991年至2001年十年來利用不實的鑑價報告，刻意作假的股票交易價格提供給國華人壽後，再開董事會通過放款，掏空國華人壽廿多億，因此與兄弟翁一銘、翁德銘、翁有銘分被求處廿至十二年重刑。

- 2006年4月17日，台北地方法院對洪福違約交割案做出宣判，翁大銘和煜立公司董事長李秀芬涉嫌炒作公司股票，兩人應給付新台幣18億3千多萬元給台灣證券交易所。5月弟弟翁一銘病逝，其於國華人壽之董事遺缺由翁一銘之女翁世佳接任，為台灣壽險業有史以來最年輕的女性管理人。

- 2008年，翁家的精神堡壘－國華人壽大樓被拍賣。

- 2009年3月28日，國華人壽因資本適足率不足需增資，翁大銘派因懼股權遭稀釋失去公司主導權而力拒增資提案。因此遭金管會裁罰解除翁小妹（翁大銘之姐）、翁世華（翁大銘之子）之董事職務，翁世佳則於事前已先因引資不利而先行辭去董事職務。

- 2010年5月7日，歷經十五年纏訟，翁大銘及他的秘書李秀芬因洪福證券違約交割五十八億餘元；最高法院駁回兩人上訴，依違反證券交易法各判刑兩年定讞。

- 2010年6月1日，翁大銘及李秀芬上午分別到台北地檢署執行科報到發監服刑。

- 2015年3月6日，台北市消防局中午接獲報案，翁大銘倒臥家中浴室烤箱，病逝於原軍功路和平東路的自宅。

## 相關事件
- 因華隆案之故，證交法增訂第一百七十一條的罰責，以「發行人申報或公告之財務報告，及其它有關業務文件，其內容不得有虛偽或隱匿之情事」，也就是隱匿並公佈不實之財務報表，將可處十年以下、三年以上的徒刑，或最重可處兩億元以下的罰金，俗稱「翁大銘條款」。